# New Line Cinema
New Line Cinema, grundlagt i 1967, er et af Amerikas største filmselskaber. Selvom at det startede som et selvstændigt filmstudie, blev det snart datterselskab af Time Warner og er nu en afdeling hos Warner Bros. Selskabet er i nyere tid mest kendt for sin filmatisering af Ringenes Herre-bøgerne, i tillæg til Austin Powers-filmene og kultklassikeren Dark City.

## Historie
New Line Cinema bliver etableret i 1967 af den kun 27-årige Bob Shaye, som skaber studiet ud fra den idé at træde i på det voksende filmmarked for universitetsstuderende. New Lines kontor befinder sig i Shayes lejlighed i et 4-etagers hus på 14th Street og Second Avenue i NYC. 
I 1968 Shaye køber retten til at distributerer avant-garde filmen om The Rolling Stones: Sympathy for the Devil, som blev instrueret af den franske instruktør Jean-Luc Godard. Filmen blev et hit, selvom at den gik direkte til video og altså ikke blev vist i biografen.
I 1970 distribuerer New Line filmen Confrontation at Ken's State i et forsøg på reklamering med firmaets slogan "Film Distribution for the New Generation". 
I 1972 distribuerer New Line genindspilningen af den anti-cannabistiske film fra 1936: Reefer Madness, som bliver et kæmpe kulthit i USA og bliver New Lines største hit til dato. Samme år distribuerer New Line også den italienske instruktør Lina Wertmullers sexede og politiske farce The Seduction of Mimi for hvilken Wertmuller vinder "Best Director" ved Cannes. I 1972 distribuerede New Line også John Waters kult-klassiker Pink Flamingos. 
I 1974 distribuerer New Line A Very Natural Thing, som er en af de første film med homoseksualitet som hovedemne til at blive vist i biograferne. Samme år får Shaye også anskaffet sig distributionsretten til The Texas Chainsaw Massacre og den genindspillede udgave får stor succes. 
I 1976 modtager New Line penge til at producerer dets første film i spillefilmslængde, kaldet Stunts, en action thriller om mordere i blandt Hollywoods stuntmen. Filmen blev instrueret af Mark Lester og havde premiere i 1977 og selvom at den ikke havde specielt god box office i USA, fik den enorm succes udenlandsk og på tv.
I 1978 præsenterer New Line en film af den franske instruktør Bertrand Blier, kaldet Get Out Your Handkerchiefs, som vinder en Oscar i kategorien "Best Foreign Film". 
I 1980 bliver Michael Lynne ansat som advokat og rådgiver for filmstudiet.
I 1981 producerer New Line Bertrand Bliers Beau Pere og Susan Seidelmans Smithereens, hvor sidstnævnte bliver den første amerikanske selvstændige film til at få en af de bedre nomineringer ved Cannes Film Festival. 
I årene mellem 1981 og 1983 producerer og co-producerer New Line 3 film: Alone in the Dark , Xtro og Polyester. Polyester er John Waters fjerde film og præsenterer en teknologi kaldet Odorama. Odorama består i at man uddeler såkaldte "krads og lugt"-kort til publikummet, så de kan kradse og lugte under udvalgte scener igennem filmen. 
I 1982 flytter New Line til et større kontor på 38th Street og og Eighth Avenue i NYC. 
I 1983 bliver Lynne medlem af New Line Board of Directors. 
Den 9. november 1984 har Nightmare on Elm Street premiere med New Line Cinema som dets producer. Filmens budget var på kun $1.8 mio. og den indtjente over 25.5 mio. dollars i box office. 
Året efter i 1985 havde efterfølgeren Nightmare 2 igen med New Line Cinema som dets producer. Den indtjente $3.3 mio. i løbet de tre første dage den blev vist, og den totale box office blev $30 mio.
I 2001 udkommer første del Ringenes Herre - Eventyret om Ringen (film) af trilogien Ringenes Herre, efterfulgt af De 2 Tårne i 2002 og Ringenes Herre - Kongen vender tilbage (film) 2003. Ringenes Herre produktionen er New Lines hidtil mest indbringende produktion.

## Ekstern henvisning
- Officiel hjemmeside